# میوت رکوردز
میوت رکوردز (انگلیسی: Mute Records) یک ناشر مستقل موسیقی بریتانیایی است که سال ۱۹۷۸ توسط دنیل میلر تأسیس شد. این ناشر برخی از آثار هنرمندان و گروه‌هایی همچون دپش مد، گلدفرپ، نیک کیو اند د بد سیدز، موبی و ام۸۳ را منتشر کرده‌است.